# 高速道路株式會社法
高速道路株式會社法（又名：平成16年6月9日法律第99號）是日本2004年通過的的法律，內容為把4個道路公團（日本道路公團、首都高速道路公團、阪神高速道路公團、本州四國連絡橋公團）民營化，變為6個株式會社（東日本高速道路株式會社、中日本高速道路株式會社、西日本高速道路株式會社、首都高速道路株式會社、阪神高速道路株式會社、本州四國聯絡高速道路株式會社），法律當中規定了業務範圍等。略稱為「高速道路會社法」。最終修正日期為2005年7月29日。負責的政府機構為國土交通省。

## 法律的構成
- 第1章　總則（第1条～第4条）
- 第2章　事業等（第5条～第14条）
- 第3章　雜則（第15条～第17条）
- 第4章　罰則（第18条～第23条）
- 附則

## 外部連結
- 法令データ提供システム